# シェイフ・ハムドゥッラー

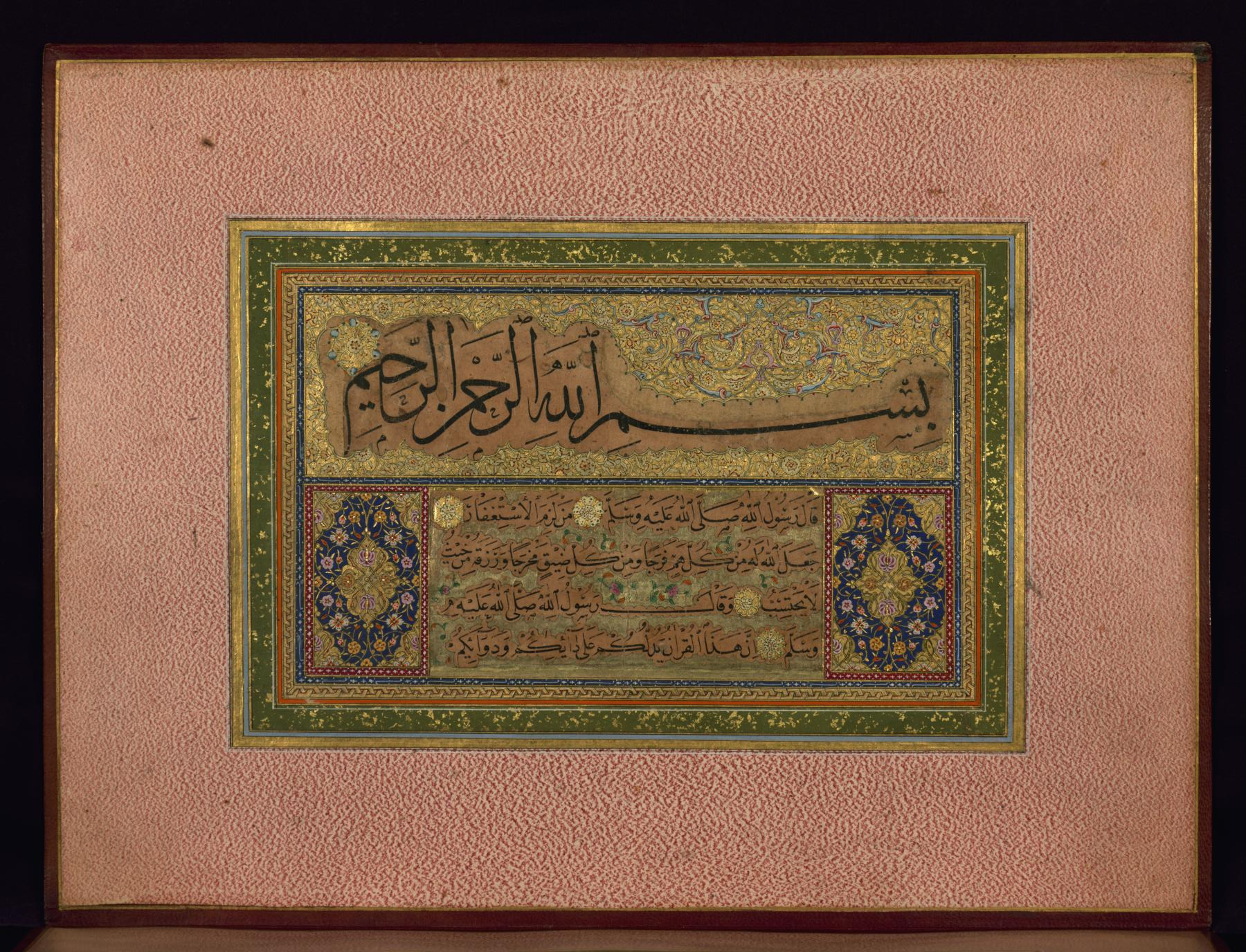
シェイフ・ハムドゥッラー書、預言者のハディースのひとつ。上段はスルス体、下段はナスフ体。ウォルターズ美術館蔵。

シェイフ・ハムドゥッラー（トルコ語: Şeyh Hamdullah,  1436年 – 1520年）は、オスマン帝国期のアラビア書道の能書家。アマスィヤ生まれ。イブン＝シャイフ＝ル＝アマスィー（ابن الشيخ الأمَسي）とも呼ばれる。

## 生涯と作品
シェイフ・ハムドゥッラーは、アナトリア半島の中央部の町アマスィヤに生まれた。父親のムスタファ・デデはスフラワルディー教団のシェイフであり、ブハーラーからアナトリアへ移住してきた人物である。
アマスィヤでは基本六書体をハイレディン・マルアスィー Hayreddin Mar'asi 師に学んだ。伝統的な巨匠の書に学び、それを再生産しようとした。 ハムドゥッラーは、スルタン・メフメト2世の息子バヤズィト王子と兄弟弟子の関係になり、友人同士にもなった。1481年に王子がバヤズィト2世としてスルタンに即位する見込みになると、彼は友人たちを首都イスタンブルに呼び寄せ、ハムドゥッラーを宮廷の書記らの頭に据えた。
1485年にバヤズィト2世はモンゴル侵入期の巨匠、ヤークート・ムスタァスィミーの書作品、7点を手に入れた。これに刺激を受けたスルタンはハムドゥッラーに新しい作品を作るように所望した。ハムドゥッラーはムスタァスィミーを超える作品を作るのは難しいとして断ろうとしたが、バヤズィトは譲らなかった。このスルタン・バヤズィトのこだわりは新しい帝国・新しい王朝を打ち立てようとした気持ちを象徴するものであるという説を述べた学者もいる。
ハムドゥッラーはしばらく隠遁生活を送り、世間に戻ってきたときにはムスタァスィミーの書体を基礎に、それをより洗練させた究極のナスヒー書体を完成させていた。ハムドゥッラーはこれを隠遁中に預言者から教わったと主張した。1500年以後のクルアーン写本の大部分は、このハムドゥッラーが新しく創作した書体で書かれている。この優雅で均整の取れた書体は「オスマン様式」あるいは「シェイフ流」などと呼ばれ、ハムドゥッラーは「オスマン朝書道の父」と呼ばれている。ハムドゥッラーの弟子たちは、師匠の様式を帝国の版図の隅々にまで伝えた。ハムドゥッラー以後の150年間は新しい様式が出現せず、例えばハーフィズ・オスマンのような200年後の書家もハムドゥッラーの書に臨書している。
ハムドゥッラーは1520年にイスタンブルで亡くなり、ウスキュダル地区のカラチャアフメト墓地に葬られた。
ハムドゥッラーの息子、マウラーナー・デデ・チェレビー Mawlana Dede Chalabi は父親に学んで、のちに書家になった。娘（息子と違って名前は伝承されていない）はアマスィヤのシュクルッラー・ハリーフェという、やはり父の弟子のひとりと結婚した。ハムドゥッラーの孫、ピール・ムハンマド・デデ Pir Muhammad Dede (d. 986/1580) （娘の息子）とデルヴィーシュ・ムハンマド Dervish Muhammad (d. 888/1483)（息子マウラーナー・デデの息子）も書家として名を残している。
ハムドゥッラーの名声が高まるにつれ、彼には書道以外の能力もあったということにされ、弓術、鷹狩、水泳の名手であった、さらには非凡な仕立て屋でもあったという伝説が付加されていった。

## 作品
シェイフ・ハムドゥッラーは生涯を書芸術に捧げ、80歳台にはいっても作品を制作しつづけた。ムスハフ（クルアーンの写本）は47点、En'ams, Evrads, Juz'は数えきれないくらい残されている。トプカピ宮殿はかなり多くの作品を所蔵している。彼の手による銘刻は、イスタンブルではバヤズィト・モスク、フィールーズアーガー・モスク、ダーヴード・モスクに、エディルネではバヤズィト・モスクにある。

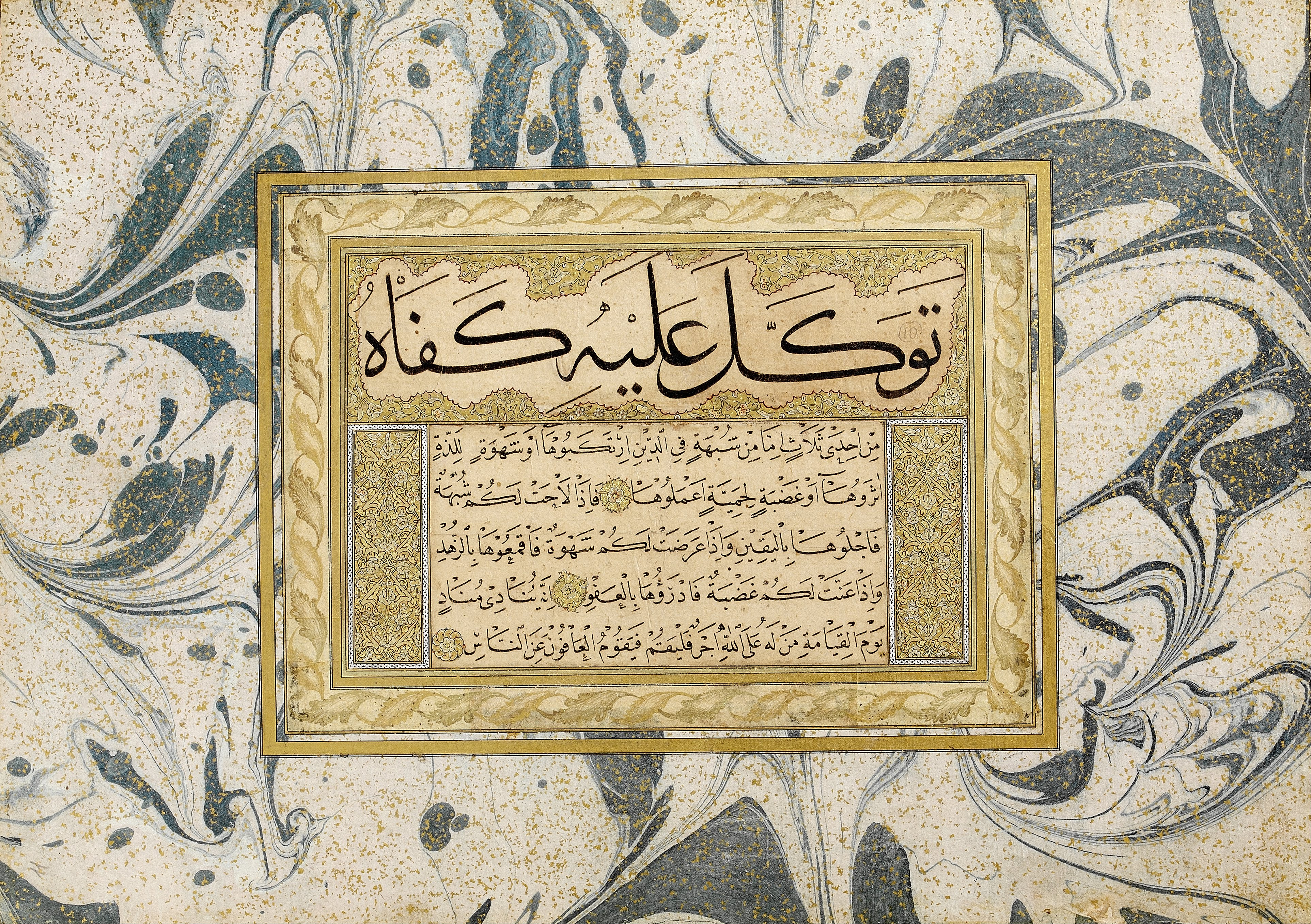
ムラッカァより、シェイフ・ハムドゥッラーの作に帰せられる書。
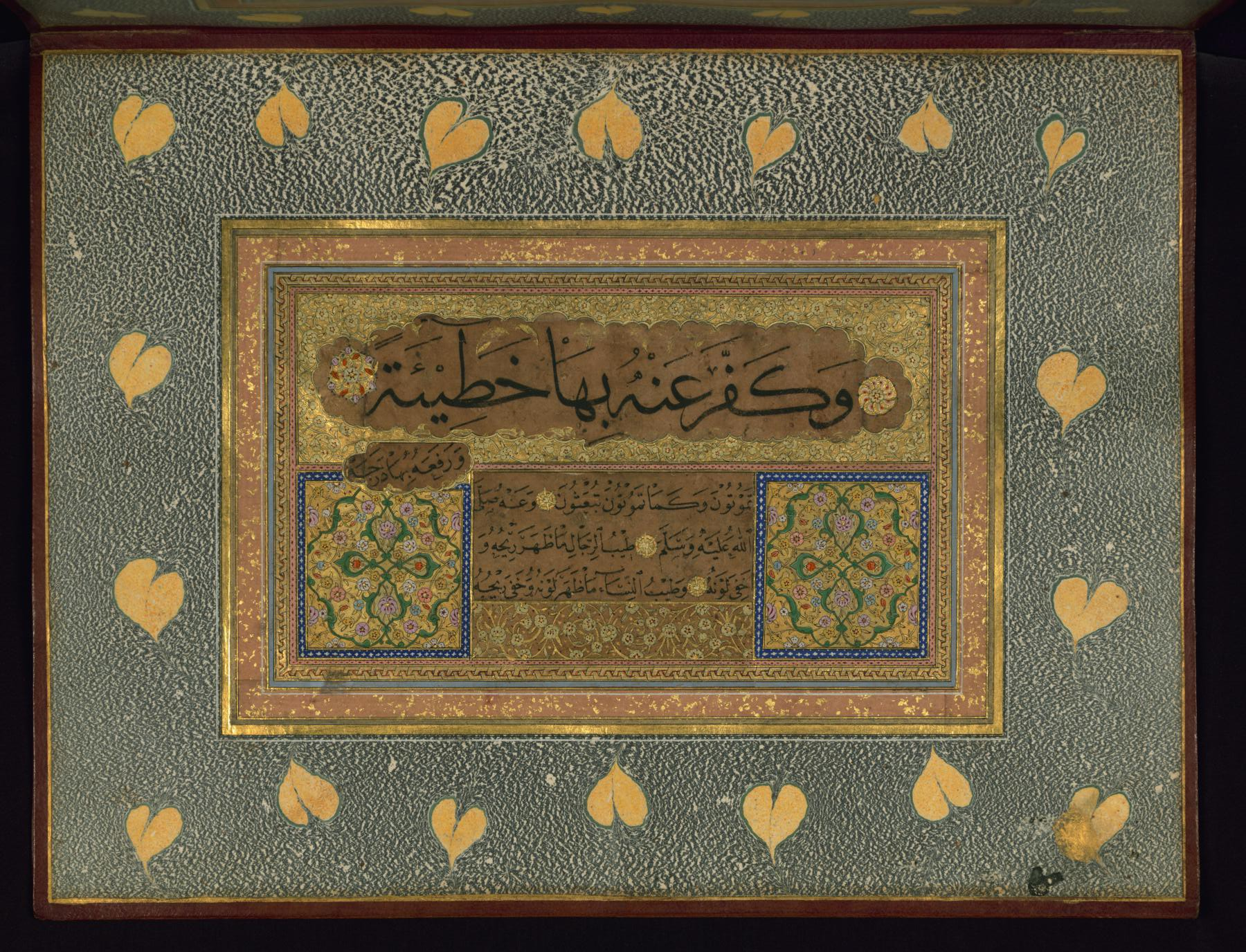
シェイフ・ハムドゥッラーのオスマン書道様式による作品。
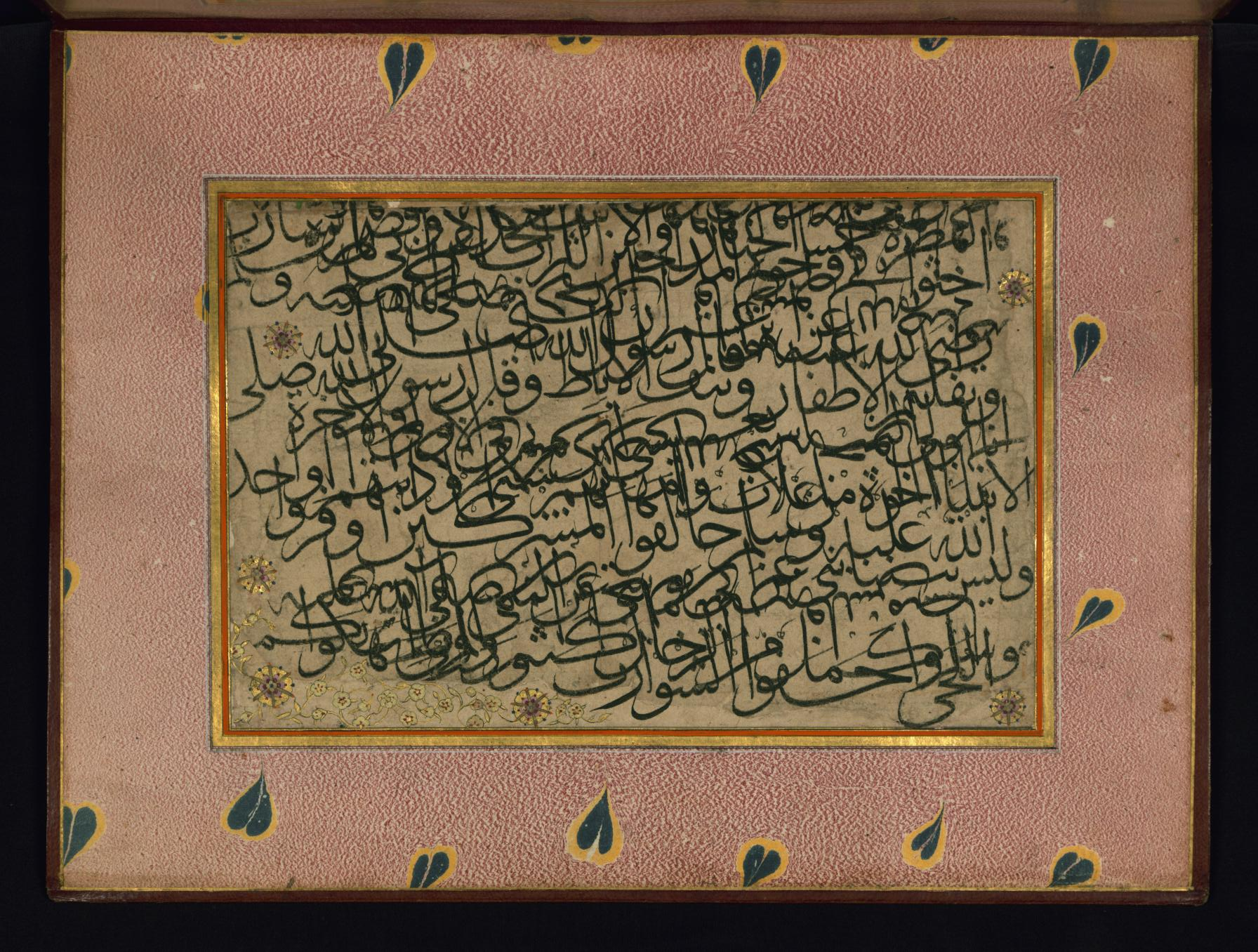
シェイフ・ハムドゥッラーによるスィヤーフ・マシュク作品。

## 書家の系譜書
16-17世紀には、書家の師弟関係を概説する伝記的事典が小規模ではあるが重要な文学ジャンルとして立ち現れた。これらの伝記的事典においては、師弟関係の鎖（イスナード）が途切れることなく「オスマン朝書道の父」たるシェイフ・ハムドゥッラーにさかのぼれるように書かれている。
このような代表的な書家の系譜書としては、次のものがある。
- Mustafa Âlî, Epic Deeds of Artists, first published in 1587[16]
- Nefes-zade Ibrahim Efendi (d. 1650), Gülzâr-i Savâb [The Rose-garden of Proper Conduct], first published c. 1640[17]
- Sayocluzâde Mehmed Necîb (d. 1757), Devhatü’l-küttâb (دوحة الكتّاب) [Genealogy of the Scribes, sometimes translated as the Great Tree of Penmen], first published c. 1737 [18]
- Müstakim-zade Süleyman Sa'deddin Efendi, Tuhfei Hattatin [Present for Calligraphers or sometimes translated as Choice Gift for Calligraphers], first published c. 1788   [19]

以下のものは書家の系譜書に関する二次資料である。
- "The Genealogy of Ottoman Calligraphers" in: M. Uğur Derman (ed.), Letters in Gold: Ottoman Calligraphy from the Sakıp Sabancı Collection, New York, Harry Abrams, 2010, pp 186–189